# كانديدو كوستا
كانديدو كوستا (بالبرتغالية: Cândido Alves Moreira da Costa‏) هو لاعب كرة قدم برتغالي في مركز ظهير ‏، ولد في 30 أبريل 1981 في ساو جواو دا ماديرا في البرتغال. شارك مع منتخب البرتغال تحت 20 سنة لكرة القدم ومنتخب البرتغال تحت 21 سنة لكرة القدم. أما مع النوادي، فقد لعب مع ديربي كاونتي ورابيد بوخارست وسبورتينغ براغا وفيتوريا سيتوبال ونادي أروكا ونادي بورتو ونادي بيلينينسش ونادي تونديلا.

## وصلات خارجية
- كانديدو كوستا على موقع قاعدة بيانات كرة القدم.إي يو (الإنجليزية)
- كانديدو كوستا على موقع Soccerbase.com (لاعب) (الإنجليزية)
- كانديدو كوستا على موقع Soccerway.com (الإنجليزية)
- كانديدو كوستا على موقع عالم كرة القدم.نت (الإنجليزية)